# Преполовение (Драчево)
Драчевският или Пеленишкият манастир „Преполовение/Преполвение“ (или „Руса среда“; на македонска литературна норма: „Преполовение“, „Руса Среда“) е православен манастир в Скопската епархия на Македонската православна църква – Охридска архиепископия, разположен край скопския квартал Драчево, Северна Македония.

## Местоположение
Манастирът разположена южно от Драчево, на 800 m надморска височина в местността Пеленица под връх Мула Тумба, над село Любаш.

## История
На мястото има останки от римска твърдина, пазеща пътя в подножието от Скопското поле към Китка. Открити са каменни колони и крепостна стена, а непосредствено до църквата е разкрита римска мозайка. В 1936 година жителите на Драчево построяват на мястото параклис „Свети Йерусалим“. Манастирът е изграден в 1987 година и комплексът заема оградена площ от 5 ha. Под орех близо до манастира има смятан за лековит извор.